# Sirosphaera botryosa
Sirosphaera botryosa är en svampart som beskrevs av Syd. & P. Syd. 1913. Sirosphaera botryosa ingår i släktet Sirosphaera, divisionen sporsäcksvampar och riket svampar.   Inga underarter finns listade i Catalogue of Life.